# Baia Swift
La baia Swift è una baia totalmente ricoperta di ghiaccio e larga circa 5 km, in direzione est-ovest, situata sulla costa dell'isola di James Ross, davanti alla costa orientale della penisola Trinity, l'estremità settentrionale della Terra di Graham, in Antartide. La baia, nelle cui acque si gettano i ghiacciai Fleet e Swift, si trova in particolare nella parte meridionale dell'isola, dove la sua entrata è delimitata da punta Jefford, a est, e le pendici orientali di colle Sungold, a ovest.

## Storia
Così come l'intera isola di James Ross, la baia Swift è stata cartografata per la prima volta nel corso della Spedizione Antartica Svedese, condotta dal 1901 al 1904 al comando di Otto Nordenskjöld, tuttavia, in seguito alle ricognizioni effettuate in quest'area nel 1958-61 dal British Antarctic Survey, allora chiamato "Falklands Islands Dependencies Survey", essa è stata così battezzata dal Comitato britannico per i toponimi antartici nel 2006 in associazione con il già citato ghiacciaio Swift, a sua volta così battezzato con un nome che desse idea della sua ripidità e velocità di scorrimento, che ne fanno il più veloce dell'intera isola: in inglese, "swift" significa infatti "rapido". .